# Episodi de La leggenda di Korra (terza stagione)
La terza stagione della serie animata La leggenda di Korra (The Legend of Korra), nota anche come Libro terzo: Cambiamento (Book Three: Change), e composta da 13 episodi, è stata trasmessa in prima visione negli Stati Uniti d'America da Nickelodeon dal 27 giugno 2014. Dopo un calo di ascolti, Nickelodeon interruppe la messa in onda dopo l'ottavo episodio, il 25 luglio 2014. Gli episodi dal nono all'ultimo, sono stati resi disponibili settimanalmente sul sito web Nick.com e sulle piattaforme di download digitali sino al 22 agosto 2014.
In Italia, la stagione è andata in onda sul canale satellitare Nickelodeon dal 24 luglio al 3 agosto 2015.
| nº | Titolo originale       | Titolo italiano              | Prima TV USA   | Prima TV Italia |
| -- | ---------------------- | ---------------------------- | -------------- | --------------- |
| 1  | A Breath of Fresh Air  | Una ventata d'aria fresca    | 27 giugno 2014 | 24 luglio 2015  |
| 2  | Rebirth                | Rinascita                    | 27 giugno 2014 | 24 luglio 2015  |
| 3  | The Earth Queen        | La regina della Terra        | 27 giugno 2014 | 27 luglio 2015  |
| 4  | In Harm's Way          | In pericolo                  | 11 luglio 2014 | 27 luglio 2015  |
| 5  | The Metal Clan         | Il clan del metallo          | 11 luglio 2014 | 28 luglio 2015  |
| 6  | Old Wounds             | Vecchie ferite               | 18 luglio 2014 | 28 luglio 2015  |
| 7  | Original Airbenders    | I primi dominatori dell'aria | 18 luglio 2014 | 29 luglio 2015  |
| 8  | The Terror Within      | La minaccia interna          | 25 luglio 2014 | 29 luglio 2015  |
| 9  | The Stakeout           | L'appostamento               | 1º agosto 2014 | 30 luglio 2015  |
| 10 | Long Live the Queen    | Lunga vita alla regina       | 8 agosto 2014  | 30 luglio 2015  |
| 11 | The Ultimatum          | L'ultimatum                  | 15 agosto 2014 | 31 luglio 2015  |
| 12 | Enter the Void         | Entrare nel vuoto            | 22 agosto 2014 | 31 luglio 2015  |
| 13 | Venom of the Red Lotus | Il veleno del Loto Rosso     | 22 agosto 2014 | 3 agosto 2015   |

## Una ventata d'aria fresca
- Titolo originale: A Breath of Fresh Air
- Diretto da: Melchior Zwyer
- Scritto da: Tim Hedrick

### Trama
Due settimane dopo la Convergenza armonica, porzioni di Città della Repubblica sono state coperte di liane degli spiriti e poiché Korra non può rimuoverle, il Presidente Raiko la espelle dalla città. In tutto il mondo, le persone iniziano a sviluppare spontaneamente la capacità di dominare l'aria. Tenzin, Korra e i suoi amici si imbarcano in un viaggio su un dirigibile per tentare di reclutare queste persone, in modo da poter ricostruire una nuova nazione dei Nomadi dell'Aria. Nel frattempo, il pericoloso criminale Zaheer fugge da una prigione remota grazie alle sue nuove abilità di dominio dell'aria.
- Ascolti USA: telespettatori 1 500 000[4]

## Rinascita
- Titolo originale: Rebirth
- Diretto da: Colin Heck
- Scritto da: Joshua Hamilton

### Trama
Viaggiando attraverso il Regno della Terra con il team Avatar e Jinora, Tenzin scopre che la maggior parte dei nuovi dominatori dell'aria non sono disposti ad abbandonare le loro vite per unirsi alla nuova Nazione dell'Aria, anche se trovano una prima recluta in Kai, un furbo giovane ladro che cerca di sfuggire alle autorità del Regno della Terra. Nel frattempo, Zaheer libera il dominatore della lava Ghazan e dominatrice dell'acqua Ming-Hua dalle loro rispettive prigioni ed è apparentemente intento a rapire o uccidere l'Avatar. Un anziano Zuko si reca al Polo Nord, dove viene tenuto l'ultimo membro della banda di Zaheer.
- Ascolti USA: telespettatori 1 500 000[4]
- Note: Il progetto per la dominatrice dell'acqua senza braccia Ming-Hua è basato sull'amico Michi di Bryan Konietzko.[5]

## La regina della Terra
- Titolo originale: The Earth Queen
- Diretto da: Ian Graham
- Scritto da: Tim Hedrick

### Trama
Il team Avatar arriva a Ba Sing Se come parte della loro ricerca di nuovi dominatori dell'aria, ricevendo un freddo benvenuto dalla regina Hou-Ting, che è convinta che l'Avatar Aang abbia manipolato suo padre ai suoi tempi in cui era sul trono. Korra accetta a malincuore di riscuotere delle imposte a favore della regina per ottenere la sua collaborazione, combattendo dei banditi con Asami durante la missione. Ma la regina sostiene che non ci sono dominatori dell'aria in città. Nel frattempo, Kai si allontana dal gruppo per commettere qualche furto e Mako e Bolin, mentre sono alla sua ricerca, incontrano la famiglia del loro defunto padre. Apprendono che la polizia segreta delle città, i Dai Li (che ora sono più saldamente sotto il controllo del trono, ma ancora di natura sinistra) stanno catturando nuovi dominatori dell'aria, e in effetti Kai viene arrestato e gli viene detto che dovrà prestare servizio nell'esercito. Al Polo Nord, Zuko, i nuovi capi tribù delle acque del Nord, Desna ed Eska, e il padre di Korra, Tonraq, visitano l'ultimo compagno imprigionato di Zaheer, la sua ragazza P'Li, pericolosa dominatrice del fuoco.
- Ascolti USA: telespettatori 1 290 000[4]

## In pericolo
- Titolo originale: In Harm's Way
- Diretto da: Melchior Zwyer
- Scritto da: Joshua Hamilton

### Trama
Al Polo Nord, Zaheer e la sua squadra liberano P'Li dalla sua gelida prigione, e lei si rivela essere una potente dominatrice della combustione. A Ba Sing Se, Lin Beifong arriva per avvertire Korra della minaccia alla sua vita. Con l'aiuto di Lin, il team Avatar libera i dominatori dell'aria tenuti prigionieri. Dopo essere sfuggito alla collera Dai Li e alla Regina della Terra, Tenzin porta i dominatori al Tempio dell'Aria settentrionale, mentre Lin, Korra e i suoi amici tornano alla ricerca dei nuovi dominatori dell'aria.
- Ascolti USA: telespettatori 1 190 000[6]
- Note: L'esterno del Lago Laogai, quartier generale del Dai-Lin, è stato modellato sul lago Tahoe.[7]

## Il clan del metallo
- Titolo originale: The Metal Clan
- Diretto da: Colin Heck
- Scritto da: Michael Dante DiMartino

### Trama
Il Team Avatar arriva a Zaofu, una città di metallo guidata da Suyin Beifong, seconda figlia di Toph, sorellastra di Lin e madre di Opal, una nuova dominatrice dell'aria. Korra inizia ad allenare Opal, ma non riesce a convincere Lin a riparare la frattura tra lei e Suyin. A Città della Repubblica, Zaheer si infiltra nell'isola del Tempio dell'Aria nel tentativo di trovare Korra ma fugge dopo essere stato identificato e attaccato da Kya.
- Ascolti USA: telespettatori 1 180 000[6]
- Note: L'acconciatura di Opal, figlia di Suyin Beifong, si basa su quella di Dolly Haas.[8] La posizione di Zaofu, la città del metallo a cupola di Suyin Beifong, è stata ispirata al lago Louise del Parco nazionale Banff del Canada.[8]

## Vecchie ferite
- Titolo originale: Old Wounds
- Diretto da: Ian Graham
- Scritto da: Katie Mattila

### Trama
Mentre Korra impara il dominio del metallo da Suyin, Lin affronta i ricordi della sua giovinezza: come una giovane poliziotta, è stata sfregiata da Suyin mentre la stava arrestando su una scena del crimine, e la loro madre Toph ha coperto l'incidente prima di mandare via Suyin e dimettersi come capo della polizia. Dopo uno scontro violento, le sorelle si riconciliano tra loro. Nel frattempo, Zaheer e la sua squadra fuggono da Città della Repubblica dopo un inseguimento in auto con la polizia mentre lo stesso Zaheer, che si dimostra in grado di entrare nel mondo degli spiriti, rileva la posizione dell'avatar.
- Ascolti USA: telespettatori 1 280 000[9]

## I primi dominatori dell'aria
- Titolo originale: Original Airbenders
- Diretto da: Melchior Zwyer
- Scritto da: Tim Hedrick

### Trama
Al Tempio dell'Aria del Nord, Tenzin ha difficoltà a insegnare ai nuovi dominatori sulla cultura dei Nomadi dell'Aria. Su suggerimento di Bumi, impone un rigoroso regime di allenamento, causando più stress e stanchezza. Jinora e Kai scoprono una mandria di giovani bisonti dell'aria che vengono rapiti dai bracconieri. Jinora, tramite la proiezione del suo spirito, chiama in aiuto gli altri dominatori dell'aria, i quali riescono a sopraffare facilmente i criminali. Tenzin promette di considerare la possibilità di concedere a Jinora i suoi tatuaggi.
- Ascolti USA: telespettatori 1 330 000[9]

## La minaccia interna
- Titolo originale: The Terror Within
- Diretto da: Colin Heck
- Scritto da: Joshua Hamilton

### Trama
A Zaofu, Korra e Bolin continuano a imparare a dominare il metallo, mentre Opal parte per il Tempio dell'Aria settentrionale. Di notte, Zaheer e il suo team si infiltrano a Zaofu e catturano Korra, ma il team Avatar, supportato da Lin, Suyin e un contingente di dominatori del metallo, riesce a salvare l'Avatar costringendo gli assalitori a fuggire. Nell'indagine successiva, Korra e il resto dei suoi amici scoprono che il consigliere di Suyin, Aiwei, ha aiutato Zaheer, ma Aiwei riesce a scappare attraverso un tunnel segreto. Più tardi, con l'aiuto di Suyin, il team Avatar esce di soppiatto da Zaofu per inseguire gli attaccanti.
- Ascolti USA: telespettatori 1 080 000[10]

## L'appostamento
- Titolo originale: The Stakeout
- Diretto da: Ian Graham
- Scritto da: Michael Dante DiMartino

### Trama
Il Team Avatar segue Aiwei all'oasi di Misty Palms e Korra entra nel mondo degli spiriti per trovare Aiwei e Zaheer che si incontrano lì. Zaheer getta Aiwei nella nebbia delle anime perdute e spiega gli obiettivi della sua società segreta, il Loto Rosso, a Korra: nata come una propaggine dell'Ordine del Loto Bianco, hanno l'intento di rovesciare i governi, al servizio della credenza ideologica che il caos è lo stato naturale del mondo. Mentre Zaheer si ferma per tempo, i suoi alleati si avvicinano al corpo inanimato di Korra. Bolin e Mako sono sopraffatti, mentre Asami, in fuga su Naga con il corpo di Korra, viene catturata dalle forze della Regina della Terra. Il Loto Rosso si mette quindi al loro inseguimento.

## Lunga vita alla regina
- Titolo originale: Long Live to the Queen
- Diretto da: Melchior Zwyer
- Scritto da: Tim Hedrick

### Trama
In rotta per dirigibile verso Ba Sing Se, Korra e Asami scappano dalla loro cella ma si schiantano con il dirigibile nel deserto. Lavorando con l'equipaggio del dirigibile, scappano da un enorme animale del deserto e arrivano all'oasi. A Ba Sing Se, il Loto Rosso propone di scambiare Mako e Bolin per Korra con la Regina della Terra. Dopo aver saputo della fuga di Korra, attaccano e sconfiggono i Dai Li, e Zaheer usa il suo dominio per asfissiare la Regina della Terra fino alla morte. Il Loto Rosso distrugge parte delle mura interne della città, annunciando che la città appartiene al popolo e scoppia il caos. Zaheer libera Mako e Bolin e dà loro un messaggio per Korra. Nell'oasi, Asami e Korra incontrano Tonraq, Zuko e Lin e sentono parlare della rivoluzione.
- Note: Lo squalo di sabbia dal quale Korra e Asami fuggono nel deserto, si basa sul Neoclinus blanchardi, un piccolo pesce diffuso nel Pacifico.[11]

## L'ultimatum
- Titolo originale: The Ultimatum
- Diretto da: Colin Heck
- Scritto da: Joshua Hamilton

### Trama
Mentre la città interna di Ba Sing Se viene saccheggiata e rasa al suolo, e scontri e fuochi si diffondono in tutta la città esterna, Mako e Bolin fuggono con la loro famiglia all'oasi di Misty Palms. Dicono a Korra che Zaheer intende uccidere i dominatori dell'aria al Tempio dell'Aria settentrionale a meno che non si arrenda a lui. Dopo aver parlato con Iroh nel mondo degli spiriti, Korra usa la radio del Clan del metallo per contattare Tenzin proprio mentre il Loto Rosso attacca il Tempio. Tenzin resiste agli invasori con i suoi fratelli mentre gli altri dominatori dell'aria cercano di scappare. Dopo che i difensori sono stati sopraffatti, il Loto Rosso libera Kya e Bumi dalla montagna e attacca Tenzin esausto e malconcio.
- Note: Per ragioni di tempo, i progettisti hanno riutilizzato il design per l'appartamento di Zuko e Iroh a Ba Sing Se da Avatar - La leggenda di Aang, per realizzare la casa della famiglia di Mako e Bolin.[12]

## Entrare nel vuoto
- Titolo originale: Enter the Void
- Diretto da: Ian Graham
- Scritto da: Michael Dante DiMartino

### Trama
Korra accetta di consegnarsi al Loto Rosso per salvare i dominatori dell'aria, ma mentre lo fa, i suoi amici scoprono che Zaheer ha già portato via gli ostaggi dal tempio. Ghazan intrappola Tenzin, Asami, Mako e Bolin con la lava e fugge con Ming-Hua, ma gli amici di Korra riescono a scappare grazie alle nuove abilità di dominio della lava di Bolin. Nel frattempo, Lin, Suyin e gli altri dominatori combattono P'Li. Suyin rompe lo stallo uccidendo P'Li con il dominio del metallo. Zaheer combatte contro Korra e Tonraq, che viene buttato giù da una scogliera ma salvato all'ultimo momento dal capitano dominatore del metallo Kuvira. Zaheer fugge con Korra, priva di sensi, usando la sua nuova abilità di volare.

## Il veleno del Loto Rosso
- Titolo originale: Venom of the Red Lotus
- Diretto da: Melchior Zwyer
- Scritto da: Tim Hedrick & Joshua Hamilton

### Trama
Il Loto Rosso tortura una Korra incatenata avvelenandola con il mercurio, per costringerla ad entrare nello Stato dell'Avatar e ucciderla per porre fine al ciclo dell'Avatar. Tuttavia, Korra, furibonda, sconfigge i suoi rapitori e combatte Zaheer nei cieli. Nel frattempo, i suoi amici trovano e salvano i dominatori dell'aria. Dopo che Mako ha fulminato Ming-Hua, lui e Bolin sfuggono a Ghazan il quale fa crollare la caverna del Loto Rosso sopra di sé. Mentre Korra sta per soccombere al veleno, Jinora guida i dominatori dell'aria per riportare Zaheer a terra con un enorme vortice formato dai loro domini combinati. Zaheer viene catturato e Suyin riesce a togliere il veleno da Korra. Due settimane dopo, a Città della Repubblica, una Korra indebolita e costretta su una sedia a rotelle partecipa alla cerimonia in cui Tenzin proclama Jinora nuovo maestro, mentre annuncia che i dominatori saranno al servizio del mondo durante l'assenza forzata dell'Avatar.
- Note: L'idea di mettere l'Avatar in catene a forma di X era originariamente concepita per la scena in cui Aang veniva catturato dalla Nazione del Fuoco nella prima stagione di Avatar, ma venne posto un veto da parte della rete. In quest'occasione è stato concesso, poiché Konietzko si era lamentato del fatto che in SpongeBob SquarePants, altra serie di Nickelodeon, un personaggio era legato allo stesso modo.[5]